# Branchinecta mexicana
Branchinecta mexicana é uma espécie de crustáceo da família Branchinectidae.
É endémica do México. 